# Pedilochilus hermonii
Pedilochilus hermonii är en orkidéart som beskrevs av Phillip James Cribb och Beverley Ann Lewis. Pedilochilus hermonii ingår i släktet Pedilochilus och familjen orkidéer.
Artens utbredningsområde är Vanuatu. Inga underarter finns listade i Catalogue of Life.